# 대전보운초등학교
대전보운초등학교는 대한민국 대전광역시 중구 부사동에 있는 공립 초등학교이다.

## 학교 연혁
- 1969년 12월 15일 대전보운국민학교 개교(18학급)
- 1996년 3월 1일 대전보운초등학교로 교명 변경
- 2003년 5월 15일 교실 증ㆍ개축 준공
- 2015년 2월 13일 제45회 졸업장 수여식(졸업생 11,104명)
- 2015년 3월 1일 15학급 인가 편성(일반학급 14, 특수학급 1)
- 2016년 2월 19일 제46회 졸업(11,146명)
- 2016년 3월 1일 15학급 인가(일반학급 14.특수학급 1)
- 2017년 3월 1일 13학급 인가(일반학급 12, 특수학급 1)

## 참고 자료
- 대전보운초등학교 - 한국교육학술정보원 학교알리미